# 平田嘉三
平田 嘉三（ひらた かぞう、1925年5月28日 - 2008年12月23日）は、日本の西洋史学者・教育学者。広島大学名誉教授。歴史教育学を提唱した。
広島県尾道市生まれ。1949年広島文理科大学西洋史学科卒。1953年京都大学大学院博士課程満期退学、広島大学助手、広島女学院大学講師、文部省初等中等教育局教科書調査官。1971年広島大学教育学部助教授、教授。広島大学附属小学校校長。1986-89年全国社会科教育学会会長。89年広島大を定年退官、名誉教授、広島工業大学教授、広島女学院理事、広島女子商短期大学長、同理事長。93年広島県教育委員会委員長。
2004年4月瑞宝中綬章受章。

## 著書
- 『日本のあゆみ 学習年表』小学館 1959

### 共編著
- 『中学校社会歴史学習の計画と展開』鳥巣通明共編 明治図書出版 1961
- 『世界歴史の図鑑』吉岡力,吉田悟郎共著 小学館の学習図鑑シリーズ 1962
- 『中学校社会科歴史指導の充実と改善』編 葵書房 1963
- 『歴史学習における人物指導の実際』信州社会科教育研究会共編 葵書房 1964
- 『社会科における視聴覚教材活用の理論と実際 見る社会科・聞く社会科』生江義男共編著 葵書房 1965
- 『歴史,その教育 指導の課題と成果』藤原正教共編著 葵書房 1965
- 『社会科における学習構造』香川県中学校社会科研究会共編著 葵書房 1966
- 『社会科基礎的事項の精選とその指導』大阪市中学校教育研究会社会科部共編著 葵書房 1967
- 『歴史教育と国民意識の形成』中村忠久,西村文夫共編 明治図書出版 1968
- 『女教師の社会科』編著 明治図書出版 1971
- 『中学校新指導要領の指導事例 5-7 社会科編』榊原康男,梶哲夫共編 明治図書出版 1971
- 『歴史の授業を掘りさげる』編著 黎明書房 1971
- 『双書新しい世界史教育』前川貞次郎,木村尚三郎共編 明治図書出版 1972
- 『中学校社会科指導細案 歴史的分野』尾鍋輝彦共編 明治図書出版 新学習指導要領細案化シリーズ 1974
- 『小・中・高校社会科教材の精選と系統化』朝倉隆太郎,梶哲夫共編 明治図書出版 社会科教育全書 1975
- 『歴史人物辞典』山口康助,浅香勝輔共編 ぎょうせい 1975
- 『社会科教育法の研究』永井滋郎共編 協同出版 中学・高校教員への道 1977
- 『新指導要領に即応した中学校社会科の学習指導』編著 中教出版 1978
- 『専門教養社会科の研究』永井滋郎共編 協同出版 教員試験対策講座 1978
- 『社会科地域学習の授業モデル』社会科地域学習研究会共著 明治図書出版 1980
- 『社会科重要用語300の基礎知識』永井滋郎共編 明治図書出版 教科教育の基礎用語シリーズ 1981
- 『初期社会科実践史研究』初期社会科実践史研究会共編著 教育出版センター 1986
- 『日本史教育における造形と色彩』外園豊基,浅香勝輔,金子邦秀共著 教育出版 1986
- 『社会科課題学習の新展開 人間と生活 社会科指導事例集・中学校』共編著 三晃書房 1987
- 『生活科教育を考える 子どもらと共に歩む』共著 三晃書房 1987
- 『楽しい社会科の授業構成 人間の働き 社会科指導事例集・小学校』共編著 三晃書房 1987

## 論文
- 平田嘉三「<学界動向>最近の一八四八年研究 (フランス)」『史林』第35巻第4号、史学研究会 (京都大学文学部内)、1953年3月、375-391頁、doi:10.14989/shirin_35_375、ISSN 0386-9369、NAID 120006816521。
- 平田嘉三「「公民」の概念と「公民的資質」」『社会科教育研究』第1983巻第49号、日本社会科教育学会、1983年、1-11頁、doi:10.18992/socialstudies.1983.49_1、ISSN 0915-8154、NAID 130005178589。
- 平田嘉三「外国の社会科理論の研究と社会科教育研究者の養成」『社会科教育研究』第1980巻第44号、日本社会科教育学会、1980年、41-48頁、doi:10.18992/socialstudies.1980.44_41、ISSN 0915-8154、NAID 130005178601。
- 内海巌, 森原豊, 今谷順重, 高山芳治 ほか「社会認識教育の実験・実証的研究 : 社会科における総合的思考(第二部 共同研究)」『社会科教育論叢』第19巻、全国社会科教育学会、1972年、32-36頁、doi:10.20799/jerassb.19.0_32、ISSN 0289-8551、NAID 110007874076。
- 平田嘉三「フランスにおける世界史教育の一断面」『社会科研究』第21巻、全国社会科教育学会、1972年、1-15頁、doi:10.20799/jerasskenkyu.21.0_1、ISSN 0289-856X、NAID 110007867441。
- 平田嘉三「ルナンの宗教史について」『基督教史学』第6号、キリスト教史学会、1956年1月、ISSN 04539389、NAID 40000760926。
- 平田嘉三「歐米の史學界瞥見(學界動向)」『社会科研究』第3巻、全国社会科教育学会、1955年、55-57頁、doi:10.20799/jerasskenkyu.3.0_55、ISSN 0289-856X、NAID 110007867200。